# Jättekrabbspindlar
Jättekrabbspindlar (Sparassidae) är en familj spindlar med omkring 1 000 arter. De flesta arter finns i tropiska och subtropiska delar av världen och jättekrabbspindlar är också vanliga i Australien. I Sverige förekommer endast en art ur familjen, grön bladspindel (Micrommata virescens). En del arter har introducerats med människan till platser där de inte har naturlig utbredning.
Jättekrabbspindlar har åtta ögon och många arter är som namnet antyder jämförelsevis stora spindlar med platta kroppar. De är aktiva jägare som jagar efter byten på marken eller bland vegetationen. Spindlarna väntar ofta i bakhåll och överraskar bytet. Insekter av olika slag är som för de flesta spindlar de viktigaste bytena, men bland de största arterna jättekrabbspindlar finns det individer som är stora nog att kunna ta små geckoödlor. I varmare delar av världen är det även vanligt att jättekrabbspindlar hittas inomhus. Ofta jagar de då kackerlackor. 
Till levnadssättet är jättekrabbspindlar främst nattaktiva. Under dagen gömmer de sig under bark, stockar eller stenar eller i andra skyddade skrymslen. De flesta arter har dämpade färger, ofta bruna eller gråaktiga. 
Det förekommer att jättekrabbspindlar biter människor, men betten är oftast ofarliga, även om lokal svullnad kan uppträda. Det har rapporterats att bett från spindlar av släktet Neosparassus har följts av bland annat mer långvarig smärta, huvudvärk och kräkningar, men detta har ej kunnat beläggas fullt ut i studier.